# Ješkova Ves
Ješkova Ves (Hongaars: Jaskafalva) is een Slowaakse gemeente in de regio Trenčín, en maakt deel uit van het district Partizánske.
Ješkova Ves telt 514 inwoners.